# Estadio Nacional de Costa Rica
Das Estadio Nacional de Costa Rica (Nationalstadion Costa Ricas) ist ein multifunktionales Stadion in San José, Costa Rica. Es ist das erste moderne Stadion in Zentralamerika. Das Stadion wurde 2011 fertiggestellt und offiziell am Samstag, den 26. März 2011, eröffnet. Es hat eine Kapazität von 35.175 Plätzen. Das Stadion ersetzte das Nationalstadion von 1924.
Es wurde unter anderem auch für die U-17-Fußball-Weltmeisterschaft der Frauen 2014, inklusive des Eröffnungsspiels, des Spiels um Platz drei und des Finales, genutzt.